# Litoba
Litoba (mađ. Liptód) je selo u južnoj Mađarskoj.
Zauzima površinu od 14,99 km četvornih.

## Zemljopisni položaj
Nalazi se na 46°3' sjeverne zemljopisne širine i 18°31' istočne zemljopisne dužine, sjeverozapadno od Mohača. Seluv se nalazi 4 km zapadno, Maraza 1,8 km sjeverno, a Marok 2,1 km istočno.

## Upravna organizacija
Upravno pripada Mohačkoj mikroregiji  u Baranjskoj županiji. Poštanski broj je 7757.

## Stanovništvo
U Litobi živi 238 stanovnika (2002.). 

## Vanjske poveznice
- Litoba na fallingrain.com